# Will Oldham
Will Oldham, também conhecido por Bonnie 'Prince' Billy (Louisville, Kentucky, 24 de dezembro de 1970), é um músico, cantor, compositor e ator americano.
Entre 1993 e 1997 Oldham tocou e lançou álbuns sob as designações Palace Brothers, Palace Songs, Palace e Palace Music. Contudo, desde 1998 Oldham adoptou, maioritariamente, o nome Bonnie 'Prince' Billy (por vezes reduzido a Bonny Billy). Segundo Oldham, o nome é inspirado num conjunto variado de referências, incluindo Bonnie Prince Charlie, Billy the Kid e Nat King Cole. Também já gravou música usando o seu nome próprio.

## A Sua Música
Will Oldham é conhecido pela sua crença «do-it-yourself punk aesthetic and blunt honesty», incorporando elementos folk, country e post-punk (pós-punk) para criar um som «americano puro». Segundo o produtor Steve Albini "Ele não ensaia. … Ele escolhe as pessoas com quem vai tocar pouco tempo antes da sessão, estando a música em constante risco, sujeita às fraquezas daqueles que estão na sala. Com isto, consegue momentos de absoluta grandeza que seriam impossíveis de ensaiar".
Oldham colabora frequentemente com outros músicos, como David Pajo e os seus irmãos Ned e Paul Oldham. Esteve também envolvido noutros projectos musicais, incluindo Amalgamated Sons of Rest, The Anomoanon, Box of Chocolates, The Boxhead Ensemble, Continental OP e Current 93. Admiravelmente, Johnny Cash gravou uma versão da canção "I See A Darkness" de Oldham (do seu álbum com o mesmo nome), editada no álbum de Cash "American III: Solitary Man" de 2000, para a qual Oldham contribuiu com a sua voz.

## Discografia
- There Is No-One What Will Take Care of You - Palace Brothers (1993)
- Days in the Wake - Palace Brothers (1994)
- Viva Last Blues - Palace Music (1995)
- Arise Therefore - Palace Music (1996)
- Joya - Will Oldham (1997)
- I See a Darkness - Bonnie 'Prince' Billy (1999)
- Ease Down the Road - Bonnie 'Prince' Billy (2001)
- Master and Everyone - Bonnie 'Prince' Billy (2003)
- Sings Greatest Palace Music - Bonnie 'Prince' Billy (2004)
- Superwolf - Matt Sweeney & Bonnie 'Prince' Billy (2005)
- The Brave and the Bold - Tortoise & Bonnie 'Prince' Billy (2006)
- The Letting Go - Bonnie 'Prince' Billy (2006)
- Lie Down in the Light - Bonnie 'Prince' Billy (2008)
- Beware - Bonnie 'Prince' Billy (2009)